# Velocidad relativa
La velocidad relativa entre dos cuerpos es el valor de la velocidad de uno de ellos tal como la mediría un observador situado en el otro. La velocidad relativa de un cuerpo B respecto de un cuerpo A se desnota {\displaystyle \mathbf {v} _{\text{BA}}\;}.

## Velocidad relativa en mecánica clásica

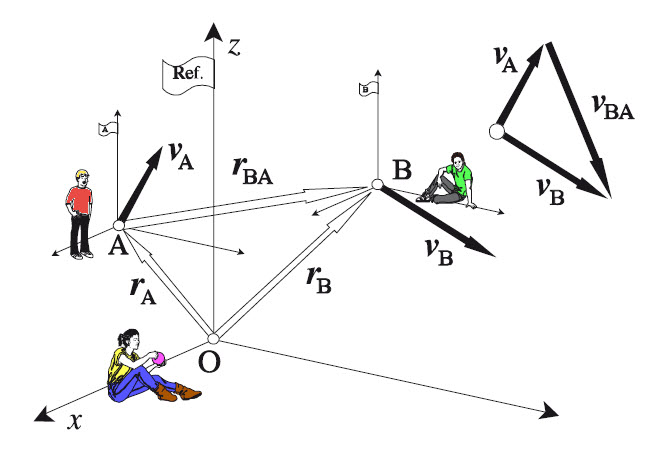
Los observadores A y B, en reposo en sus respectivos sistemas de referencia A y B, están en movimiento respecto a un tercer sistema de referencia. Además, el observador B se encuentra en movimiento con respecto del A; y viceversa.

Dados dos observadores, A y B, cuyas velocidades medidas por un tercer observador son {\displaystyle \mathbf {v} _{\text{A}}\,} y {\displaystyle \mathbf {v} _{\text{B}}\,}, respectivamente, la velocidad relativa de B con respecto a A se denota como {\displaystyle \mathbf {v} _{\text{BA}}\;} y viene dada por:

{\displaystyle \mathbf {v} _{\text{BA}}=\mathbf {v} _{\text{B}}-\mathbf {v} _{\text{A}}}

Naturalmente, la velocidad relativa de A con respecto a B se denota como {\displaystyle \mathbf {v} _{\text{AB}}\;} y viene dada por:

{\displaystyle \mathbf {v} _{\text{AB}}=\mathbf {v} _{\text{A}}-\mathbf {v} _{\text{B}}}

de modo que las velocidades relativas {\displaystyle \mathbf {v} _{\text{BA}}\;} y {\displaystyle \mathbf {v} _{\text{AB}}\;} tienen el mismo módulo pero sentidos opuestos.
El cálculo de velocidades relativas en mecánica clásica es totalmente aditivo y encaja con la intuición común sobre velocidades; de esta propiedad de la aditividad surge el método de la velocidad relativa. 
Consideremos dos partículas A y B que se mueven en el espacio y sean {\displaystyle {{\mathbf {r} }_{\text{A}}}} y {\displaystyle {{\mathbf {r} }_{\text{B}}}} sus vectores de posición con respecto al origen O de un referencial dado. Las velocidades de A y B medidas en ese referencial son 

{\displaystyle {{\mathbf {v} }_{\text{A}}}={\frac {d{{\mathbf {r} }_{\text{A}}}}{dt}}\quad \quad \quad \quad {{\mathbf {v} }_{\text{B}}}={\frac {d{{\mathbf {r} }_{\text{B}}}}{dt}}}

Los vectores de posición de la partícula B con respecto a la A y de la A con respecto a la B están definidos por

{\displaystyle {{\mathbf {r} }_{\text{BA}}}={\overrightarrow {\text{AB}}}={{\mathbf {r} }_{\text{B}}}-{{\mathbf {r} }_{\text{A}}}\quad \quad \quad \quad {{\mathbf {r} }_{\text{AB}}}={\overrightarrow {\text{BA}}}={{\mathbf {r} }_{\text{A}}}-{{\mathbf {r} }_{\text{B}}}}

y las velocidades de B con respecto a A y de A con respecto a B son

{\displaystyle {{\mathbf {v} }_{\text{BA}}}={\frac {d{{\mathbf {r} }_{\text{BA}}}}{dt}}\quad \quad \quad \quad {{\mathbf {v} }_{\text{AB}}}={\frac {d{{\mathbf {r} }_{\text{AB}}}}{dt}}}

de modo que al ser {\displaystyle {{\mathbf {r} }_{\text{BA}}}=-{{\mathbf {r} }_{\text{AB}}}} también resulta que {\displaystyle {{\mathbf {v} }_{\text{BA}}}=-{{\mathbf {v} }_{\text{AB}}}}. Esto es, las velocidades relativas de B con respecto a A y de A con respecto a B son iguales y opuestas. Efectuando las derivadas indicadas en resulta

{\displaystyle {{\mathbf {v} }_{\text{BA}}}={\frac {d{{\mathbf {r} }_{\text{BA}}}}{dt}}={\frac {d{{\mathbf {r} }_{\text{B}}}}{dt}}-{\frac {d{{\mathbf {r} }_{\text{A}}}}{dt}}={{\mathbf {v} }_{\text{B}}}-{{\mathbf {v} }_{\text{A}}}}

{\displaystyle {{\mathbf {v} }_{\text{AB}}}={\frac {d{{\mathbf {r} }_{\text{AB}}}}{dt}}={\frac {d{{\mathbf {r} }_{\text{A}}}}{dt}}-{\frac {d{{\mathbf {r} }_{\text{B}}}}{dt}}={{\mathbf {v} }_{\text{A}}}-{{\mathbf {v} }_{\text{B}}}}

de modo que obtendremos la velocidad relativa entre las dos partículas restando vectorialmente sus velocidades con respecto a un mismo referencial (ref. Oxyz en la figura).

## Cinemática del sólido rígido

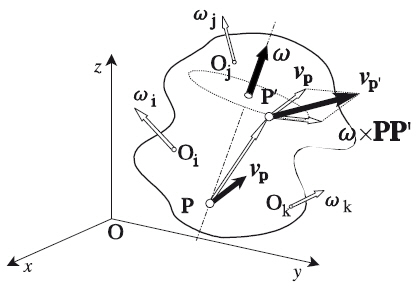
Figura 1. Movimiento general el sólido rígido.

El concepto de velocidad relativa es particularmente útil en la cinemática del sólido rígido. Si se acepta que las distancias entre los diversos puntos de un sólido rígido no varían duranto, entonces, conocida la velocidad angular {\displaystyle {\boldsymbol {\omega }}\,} del sólido en cada instante y la velocidad de un punto P del mismo, podemos conocer la velocidad de cualquier otro punto P' mediante la relación: 

(2){\displaystyle {{\mathbf {v} }_{\text{P'}}}={{\mathbf {v} }_{\text{P}}}+{{\mathbf {v} }_{\text{P'P}}}={{\mathbf {v} }_{\text{P}}}+\mathbf {\omega } \times {\overrightarrow {\text{PP'}}}}

donde:
{\displaystyle \mathbf {v} _{\text{P}},\,\,\mathbf {v} _{\text{P'}}}, son las velocidades de los puntos P y P' medidos en un mismo referencial considerado como fijo o absoluto.
{\displaystyle {\overrightarrow {\text{PP'}}}} es el vector posición del punto P' con respecto al punto P; esto es que tiene como origen el punto P y como extremo el P'. En general, este vector, aunque de módulo constante, cambiará de dirección en el espacio en el transcurso del tiempo.

## Velocidad relativa en mecánica relativista
En mecánica relativista la velocidad relativa no es aditiva, eso significa que si se tienen tres observadores A y B, moviéndose sobre una misma recta a velocidades diferentes {\displaystyle v_{A},v_{B}}, según un tercer observador O, sucede que:

(3){\displaystyle v_{\text{B}}\neq v_{\text{BA}}+v_{\text{A}}\qquad v_{\text{A}}\neq v_{\text{AB}}+v_{\text{B}}}

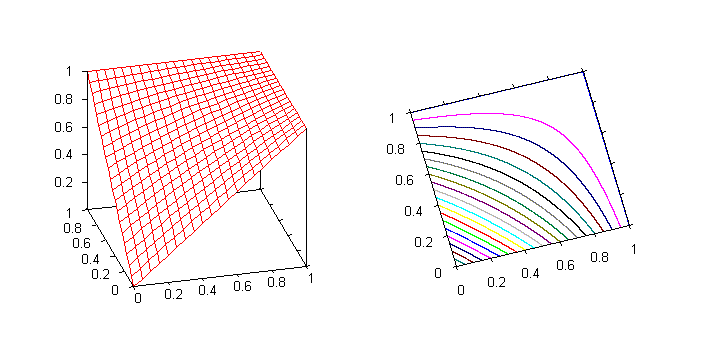
velocidad relativa resultante para dos observadores que se mueven uno hacia el otro.

Para velocidades pequeñas comparadas con la velocidad de la luz, las desigualdades se cumplen de modo aproximado, pero para valores comparables a los de la luz la velocidad relativa es significativamente menor que el valor predicho por la mecánica clásica. Esto sucede porque al moverse con diferentes velocidades los dos observadores perciben el transcurso del tiempo y las distancias de modo diferente. De hecho la velocidad relativa máxima jamás excede a la velocidad de la luz, mientras que según los postulados de la mecánica clásica no existe un límite superior para la velocidad relativa de un observador respecto a otro.
El cálculo relativista exacto revela que el efecto de dilatación del tiempo diferentes para dos observadores que se mueven uno con respecto a otro lleva a unas velocidades relativas medidas por cada uno de ellos dadas por:

(4){\displaystyle v_{\text{BA}}={\cfrac {v_{\text{B}}-v_{\text{A}}}{1-{\cfrac {v_{\text{A}}v_{\text{B}}}{c^{2}}}}}=-v_{\text{AB}}}

A partir de esta expresión (4) puede probarse que:
- Para velocidades de los observadores estrictamente inferiores a las de la luz, la velocidad relativa dada por (4) es siempre inferior a la velocidad de la luz, c. Por ejemplo dos observadores que viajen en direcciones contrarias a velocidades dadas por {\displaystyle v_{A}=0,99c=-v_{B}\;} medirán velocidades relativas:

{\displaystyle |v_{\text{AB}}|=|v_{\text{BA}}|\approx 0,99995c<c\;}

Mientras que la mecánica newtoniana habría predicho en este caso:

{\displaystyle |v_{\text{AB}}|=|v_{\text{BA}}|=1,98000c>c\;}

- De acuerdo con lo anterior, ningún observador puede medir jamás que un objeto físico se acerque a una velocidad superior a la de la luz, hecho que encaja con el hecho de que la máxima velocidad de propagación esperada es precisamente la velocidad de la luz.

- Si una partícula se mueve a la velocidad de la luz {\displaystyle v_{\text{A}}=c\;} para cualquier otro observador que se mueva a una velocidad inferior {\displaystyle v_{\text{B}}<|c|\;}, la velocidad relativa {\displaystyle v_{\text{AB}}=c\;}. Este hecho encaja con el hecho de que la luz tiene la misma velocidad en todos los sistemas de medida independientemente de la velocidad a la que estos se muevan.